# Neurogomphus agilis
Neurogomphus agilis – gatunek ważki z rodziny gadziogłówkowatych (Gomphidae).